# Международный кооперативный альянс
Международный кооперативный альянс (англ. International Co-operative Alliance) — неправительственная международная организация, объединяющая национальные, региональные союзы и федерации кооперативов, главным образом: потребительских, кредитных и сельскохозяйственных, представляющая кооперативное движение по всему миру. Альянс был основан в 1895 году в Ошмянах. На момент конца 2010 года в альянс входили 248 кооперативных федераций и организаций из 92 стран мира, представляя интересы более 700 миллионов человек. Альянс является автором празднования Международного дня кооперативов, имеет консультативный статус при ООН.
Руководящие органы МКА: Конгресс, созываемый 1 раз в несколько лет; Центральный комитет, созываемый ежегодно; Исполком, состоящий из президента МКА, 4 вице-президентов и 13 членов. Текущей работой руководят директор и Секретариат.
Основные цели МКА, провозглашенные его уставом: содействие развитию кооперации во всех странах, пропаганда принципов и методов кооперативного движения, защита и представительство его интересов, установление и развитие взаимных контактов, сотрудничества между кооперативами разных стран, содействие установлению длительного мира и безопасности.
История МКА тесно переплетаются с судьбами международного рабочего движения, поскольку ядро его активистов составляли социалисты. После Первой мировой войны руководство Альянса придерживалось принципа «политической нейтральности», утверждая что кооперативы сами по себе могут преодолеть социальную несправедливость. Однако впоследствии эта концепция была пересмотрена и МКА стал активно сотрудничать с профсоюзами, политическими партиями и правительствами государств.